# Івано-Долинське родовище базальтів

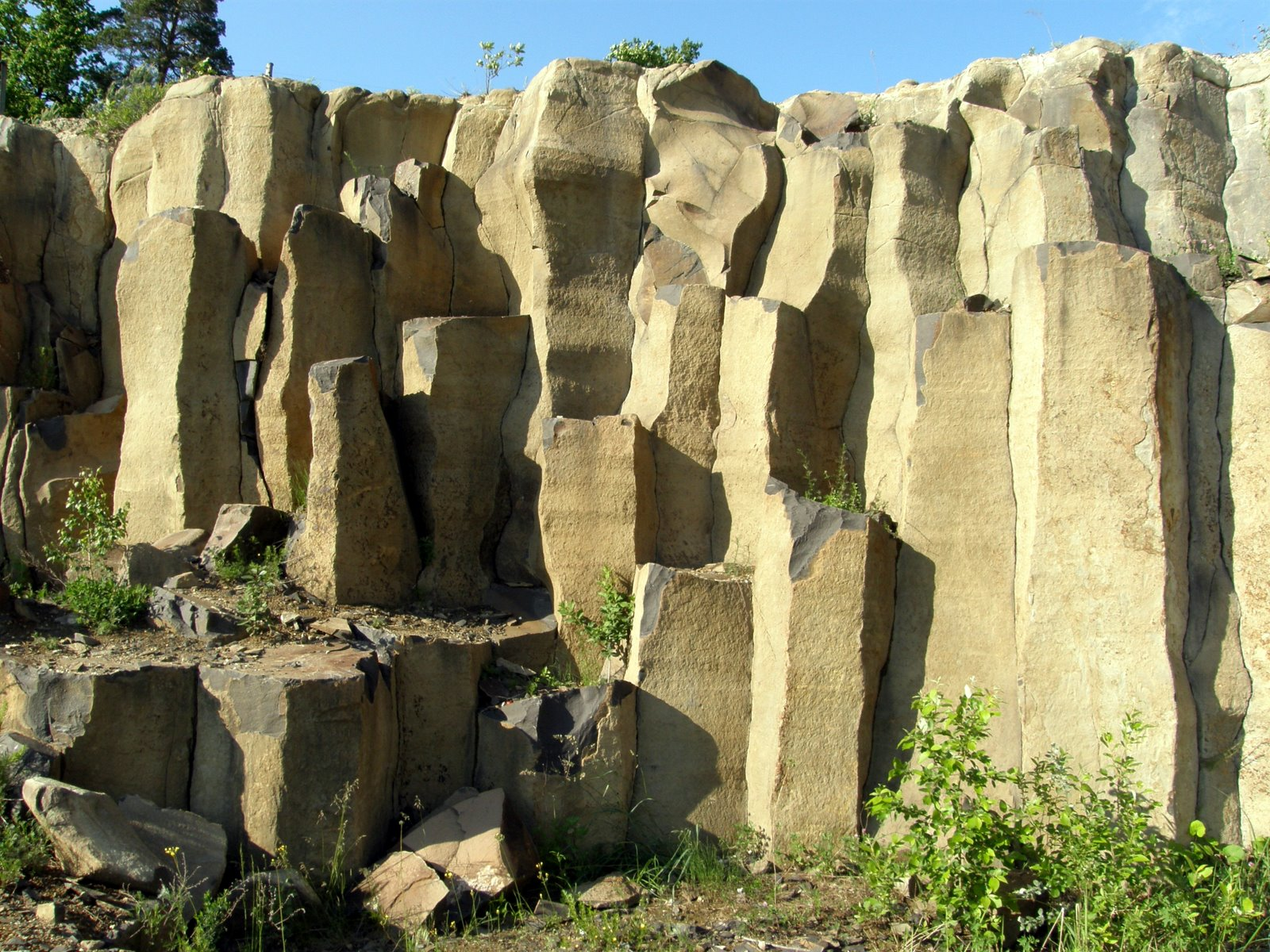
Івано - Долинське родовище базальтів

Івано - Долинське родовище базальтів розташоване на правому березі р.Горинь на південній околиці с. Базальтове Костопільського району Рівненської області в 18 км на захід від районного центру (м Костопіль). Обласний центр - м Рівне знаходиться на відстані 60 км на південь від родовища. Сполучення з районним та обласним центрами - автомобільними дорогами з твердим покриттям. Найближча залізнична станція розташована в м Костопіль, відстань до вантажно - розвантажувального майданчика становить 21,45 км. 
Базальти Івано - Долинського родовища базальтів представлені двома окремими плитоподобними покладами, які є фрагментами єдиного базальтового поля. Географічні координати середніх точок плити №1 і плити №2 представлені нижче: 
№1: 50 ° 55 '18' 'пн 26 ° 14 '08' 'східної довготи 
№2: 50 ° 54' 39  пн 26 ° 14 '13' 'східної довготи
Середня висотна відмітка над рівнем моря (система висот Балтійська):
кар'єр №2 - 185,0 м, 
кар'єр №3 - 180,0 м, 
кар'єр №4 - 176,0 м, 
кар'єр №5 - 185,0 м.
Загальне уявлення про кар'єру і вибухових стінах:
ПАТ «Івано - Долинський спецкар'єр» розробляє Івано - Долинське родовище базальтів чотирма кар'єрними полями: діючими кар'єрами №№2,4,5 і непрацюючим кар'єром №3 . 
Видобуток базальтів у кар'єрах проводиться на двох видобувних уступах, середня потужність кожного складає 8-10 метрів на ділянках видобутку скельних базальтів, 6-9 метрів на ділянках видобутку стовпчастих базальтів.
Розмір кар'єра:
Площа проєкції гірничого відводу складає 122,77 га.
Оцінка обсягу всього кар'єра:
Згідно звітної балансу запасів корисних копалин за 2012 рік (ф 5-гр) залишкові балансові запаси базальтів по видам їх використання становлять: 
- буто-щебеневої сировина 2826,2 тис.м3 
- сировина для виробництва штапельних волокон 6084,2 тис.м3 
- сировину для виробництва блоків 254,1 тис.м3 
Всього 9164,5 тис.м3
фактична продуктивність кар'єра в рік:
Середня фактична продуктивність підприємства з видобутку корисних копалин в щільному тілі і з урахуванням його використання розрахована за фактичними маркшейдерським матеріалом за 2010, 2011, 2012 роки: гірська маса в щільному тілі 263,2 тис.т, у тому числі: буто-щебеневої сировина 129 , 9 тис.т, сировину для виробництва штапельних волокон 119,3 тис.т, сировину для виробництва блоків 14,0 тис.т
Основні покупці продукції:
ЗАТ «Завод нестандартного обладнання і металовиробів»; ВАТ «Гомельстройматеріали»; ЗАТ «Жлобинський комбінат будівельних матеріалів»; ТОВ «Данко - Технолоджіс»; ЗАТ «Термолайф»; ТОВ «Баутех - Україна», ЗАТ «ІЗОРОК», ВАТ «НЗСВ» - петрургійное сировину (кам'яна вата).